# M-72 (Motorrad)
Die M-72 („M“ für „Motozikl“, russ. Мотоцикл für Motorrad) war ein Motorrad aus sowjetischer Produktion.

## Beschreibung
Das Motorrad wurde von 1941 bis 1957 in den Irbiter Motorradwerken hergestellt und sehr häufig mit einem Nachbau des deutschen Behördenbeiwagens Steib TR500 als Motorradgespann eingesetzt. In den ersten Baujahren war die M-72 eine detailgetreue Kopie der deutschen BMW R 71, die von 1938 bis 1941 produziert worden war.
Der Motor der M-72 ist ein seitengesteuerter 2-Zylinder-Viertakt-Boxermotor in quadratischer Auslegung (Hub und Bohrung sind gleich) 78 × 78 mm. Die Höchstleistung beträgt 16 kW (22 PS) bei 4950/min. Das Motorrad wiegt betriebsfertig ca. 220 kg, als Gespann ca. 350 kg. Die maximale Zuladung als Gespann beträgt 250 kg.
Die M-72 wurde von der Roten Armee im Zweiten Weltkrieg als geländetaugliches Fahrzeug eingesetzt. Da sie sich jedoch für schwieriges Gelände als ungeeignet erwies, wurde die M-72 bald verbessert, unter anderem: Neuer Luftfilter mit Ölfüllung, höhergelegtes vorderes Schutzblech sowie hinterer Schutzblechbügel zum besseren Aufklappen des Schutzbleches, um den Radwechsel zu erleichtern und Knotenbleche an der hinteren Stoßdämpferaufnahme. Die Knotenbleche waren notwendig geworden, da unter Einsatzbedingungen verstärkt Rahmenbrüche auftraten.
Auf Basis der M-72 wurden später die Modelle der Marken Ural und Dnepr entwickelt. Nachdem in Russland neue Modelle eingeführt waren, hat man die Produktionsanlagen der M-72 im Rahmen von sozialistischer Bruderhilfe nach China exportiert. Bei Chang Jiang wurden Varianten der M-72 noch etliche Jahre weiter gebaut.

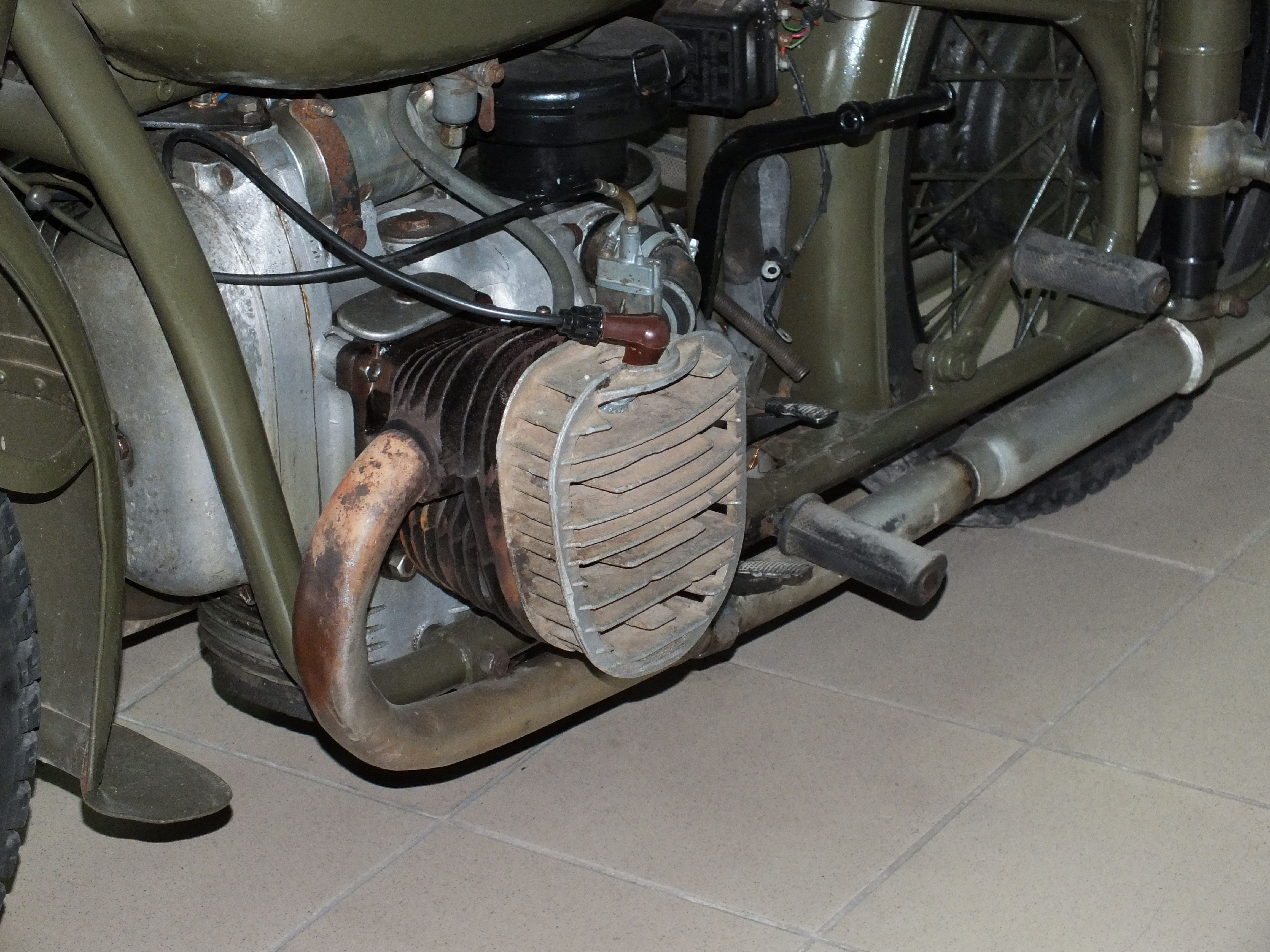
M-72 linke Seite
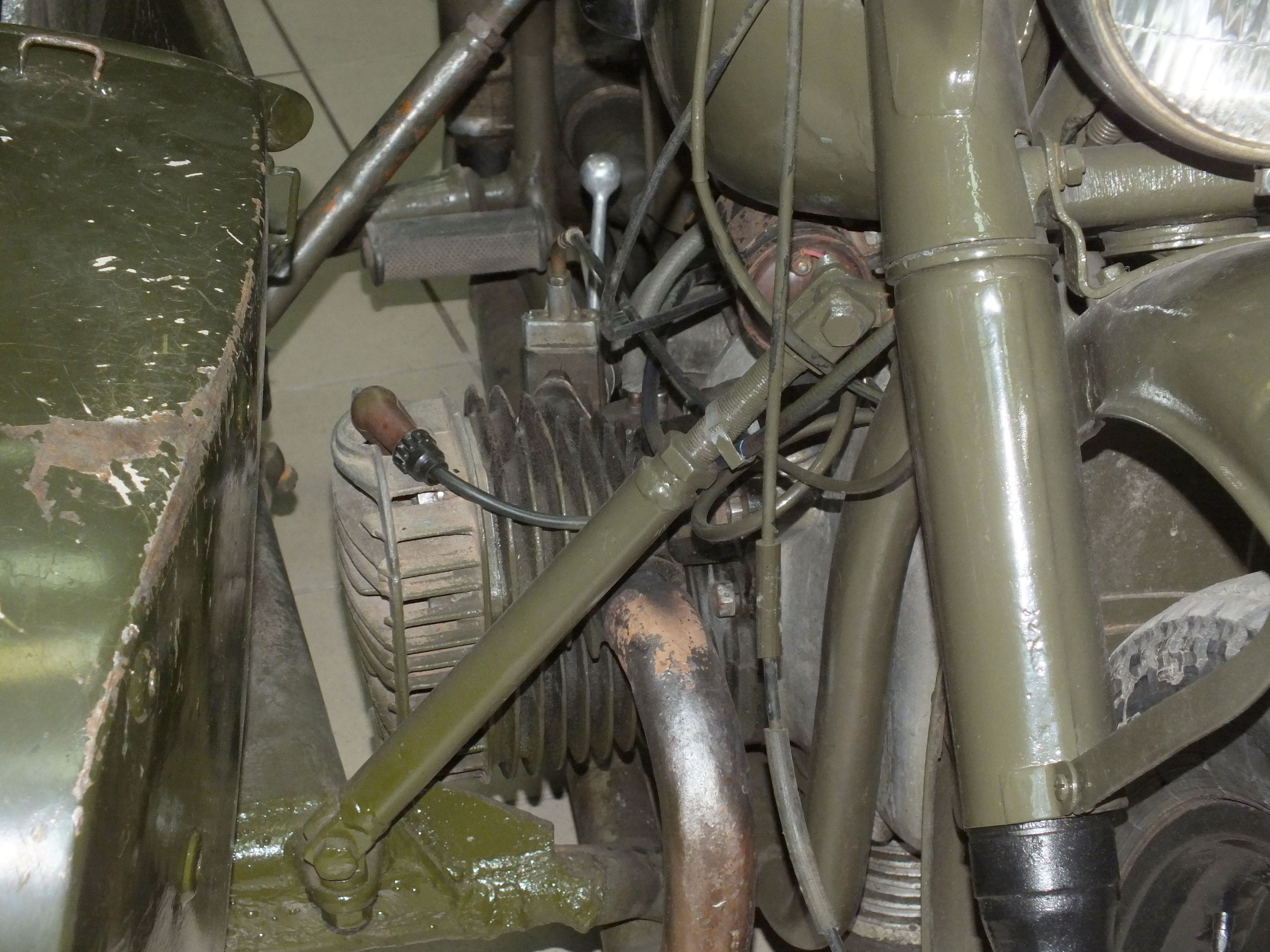
M-72 rechte Seite, Zylinder zwischen Hauptrahmen und Beiboot
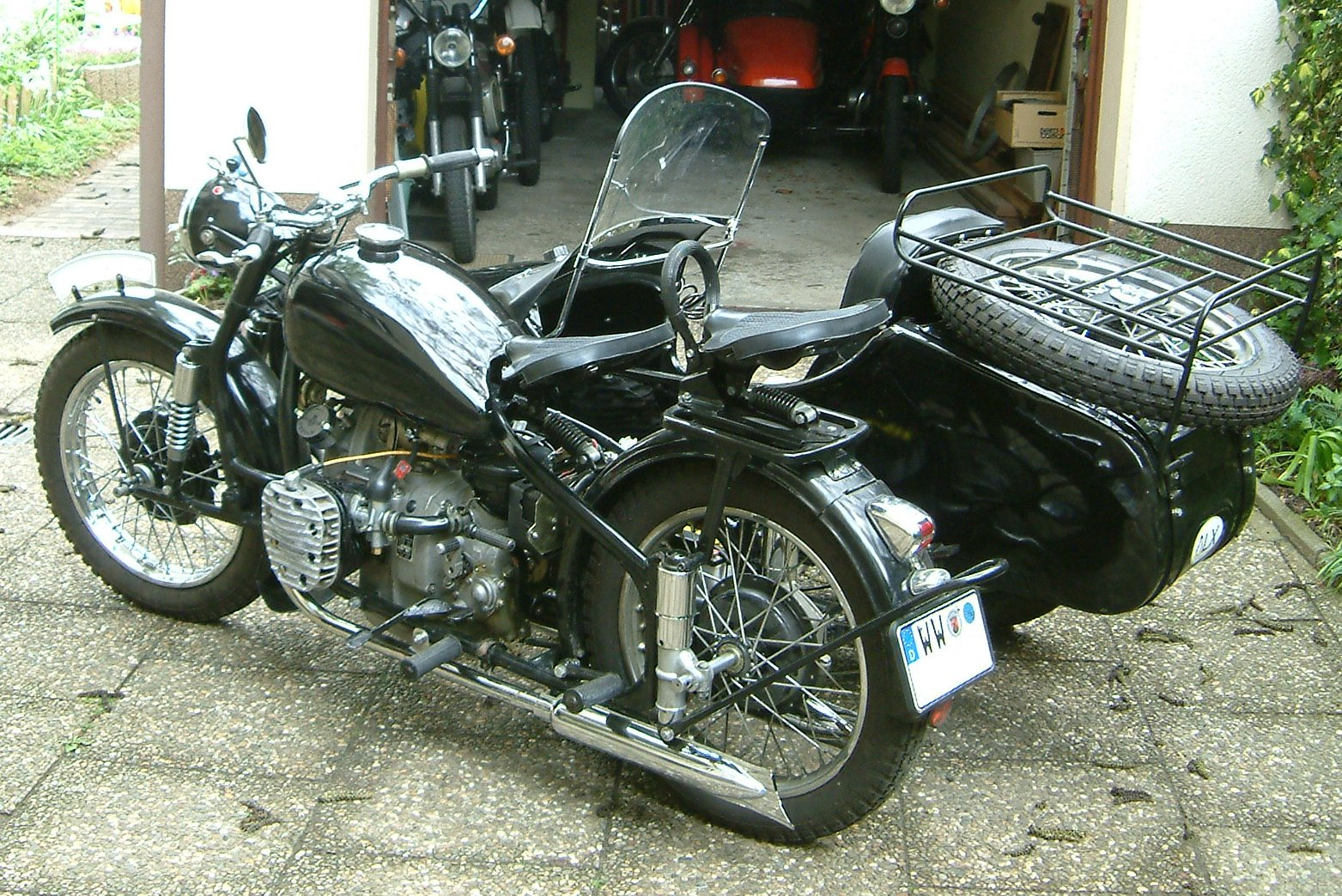
Chang Jiang 750